# 未來戰士再顯神通
《未來戰士再顯神通》（義大利語：2019 - Dopo la caduta di New York）是一部1983年由塞尔吉奥·马蒂诺（Sergio Martino）执导的意大利科幻电影，拍摄语言为英语和意大利语。这部电影属于意大利的后末日类型，类似于《冷血太保》和《决战布朗克斯之巅》。故事背景设定在2019年，核浩劫之后，讲述一名雇佣兵营救地球上最后一位具备生育能力的女性。主演有迈克尔·索普基乌（Michael Sopkiw）、瓦伦汀·莫尼耶（Valentine Monnier）、安娜·卡纳基斯（Anna Kanakis）以及B級片常客乔治·伊斯特曼（George Eastman）。
影片受到了約翰·卡本特的《纽约大逃亡》和乔治·米勒的《疯狂的麦克斯2》的影响。
影片的故事情节与艾方索·柯朗的2006年电影《人類之子》有些相似。除了缺少具备生育能力的女性这一设定外，两部影片还均有畢卡索的《格尔尼卡》作为背景的场景。

## 剧情
1999年，泛美联盟与欧亚非君主制之间的战争引发了核浩劫。20年后，辐射导致所有幸存人类丧失生育能力，欧亚非君主制胜利后占领了曼哈頓，追捕幸存者进行基因实验。
在内华达州赢得一场死亡摩托比赛后，原联盟士兵帕西法尔被绑架，带到联盟在阿拉斯加州的秘密基地。联盟总统告诉他，在纽约市某处有一名具备生育能力的女性。他向帕西法尔许诺，如果他能够潜入该市将她带回，他将获得一个前往南門二的联盟飞船座位，否则将被处死。帕西法尔建议派遣一个賽博格，总统则透露联盟已经清除了所有賽博格。
帕西法尔与两名联盟特工布朗克斯和拉切特一起行动。透过下水道进入曼哈顿后，他们遭到“哈莱姆猎人”帮派的袭击。他们逃脱后遇到了一群由鼠王领导的拾荒者——针头人，正准备杀死一位名叫矮子的侏儒。帕西法尔出面阻止，导致三名特工被捕。欧亚非军队突袭拾荒者的藏身处，将帕西法尔、布朗克斯和拉切特与一名拾荒少女贾拉一起带回基地。
帕西法尔逃脱，救出布朗克斯和贾拉。布朗克斯留下掩护，终被杀害，而帕西法尔和贾拉被拉切特救出。三人逃入下水道，在矮人群落中找到避难所，矮人声称知道具备生育能力的女性的位置。欧亚非军队使用声波武器攻击群落，帕西法尔、贾拉、拉切特和矮人逃亡。他们被一群猿类突变体拯救，领袖大猩猩声称他也具备生育能力。当晚，帕西法尔保护贾拉不受大猩猩的突变体袭击，二人发生关系。
矮人带领他们进入地下保险库，他们找到一位已故教授和一个生命维持舱，舱内是教授的女儿梅丽莎，她在核弹爆炸前进入冬眠，从而保留了生育能力。他们找到一辆旅行車准备透过林肯隧道逃跑。大猩猩和贾拉留下保护梅丽莎，而矮人、帕西法尔和拉切特外出寻找车的装甲。大猩猩随后击晕贾拉，使梅丽莎怀孕。
在一个废料场，矮人分散欧亚非军队的注意力，牺牲自己为帕西法尔和拉切特争取时间去收集物资。他们回来后，接上梅丽莎，透过隧道的防护墙逃脱。帕西法尔驾驶装甲车成功穿过地雷区和路障，但大猩猩被激光陷阱杀死。在沙漠中前往集合点的途中，帕西法尔推断拉切特实际上是一个賽博格。拉切特攻击他并刺伤贾拉，帕西法尔将其砸死。贾拉在临终前请求帕西法尔确保人类的延续。
回到联盟总部，总统透露自己即将离世，将自己的飞船座位让给帕西法尔。飞船启航时，帕西法尔目睹梅丽莎终于苏醒。

## 演员
- 迈克尔·索普基乌 饰 帕西法尔
- 瓦伦汀·莫尼耶 饰 贾拉
- 安娜·卡纳基斯 饰 安妮亚，欧亚非队长
- 乔治·伊斯特曼 饰 大猩猩
- 罗曼诺·普波 饰 拉切特
- 文森特·斯卡朗德罗 饰 布朗克斯
- 路易斯·埃克利西亚 饰 矮人
- 埃德蒙·珀多姆 饰 联盟总统
- 塞尔吉·费拉尔德 饰 欧亚非指挥官
- 哈尔·山内 饰 鼠王
- 雅克·斯塔尼 饰 欧亚非军官

## 评价
《Creature Feature》给予该片2星（满分5星）。尽管其废墟和下水道场景布置得当，但评价称其表演和导演表现欠佳。《Moria》认为该片优于其他意大利剥削电影以及大多数《疯狂的麦克斯》仿制片，给予2星。《TV Guide》给予1星（满分5星），认为该片“最好的表现也不过滑稽，情节荒谬，充满陈词滥调和漏洞，演技拙劣，特效可笑。”

## 发行
《未來戰士再顯神通》于1985年1月在美国上映，片长95分钟。其后以DVD、VHS和蓝光碟形式发行。